# Orthostichopsis pinnatella
Orthostichopsis pinnatella är en bladmossart som beskrevs av Brotherus 1906. Orthostichopsis pinnatella ingår i släktet Orthostichopsis och familjen Pterobryaceae. Inga underarter finns listade i Catalogue of Life.